# Camponotus asli
Camponotus asli är en myrart som beskrevs av Dumpert 1989. Camponotus asli ingår i släktet hästmyror, och familjen myror. Inga underarter finns listade.